# コロンバス (ミシシッピ州)
コロンバス（英: Columbus）は、アメリカ合衆国ミシシッピ州の都市。ラウンズ郡の郡庁所在地である。人口は2万4084人（2020年）。州都ジャクソンの北東230km、メリディアンの北150kmに位置している。コロンバス都市圏の中核であり、さらに広いコロンバス・ウェストポイント広域都市圏に入る。ミシシッピ州でゴールデン・トライアングルと呼ばれるコロンバス、ウェストポイントとスタークビルの3市で作る三角形に属しており、所属するラウンズ郡、クレイ郡とオクティベハ郡が含まれている。

## 歴史

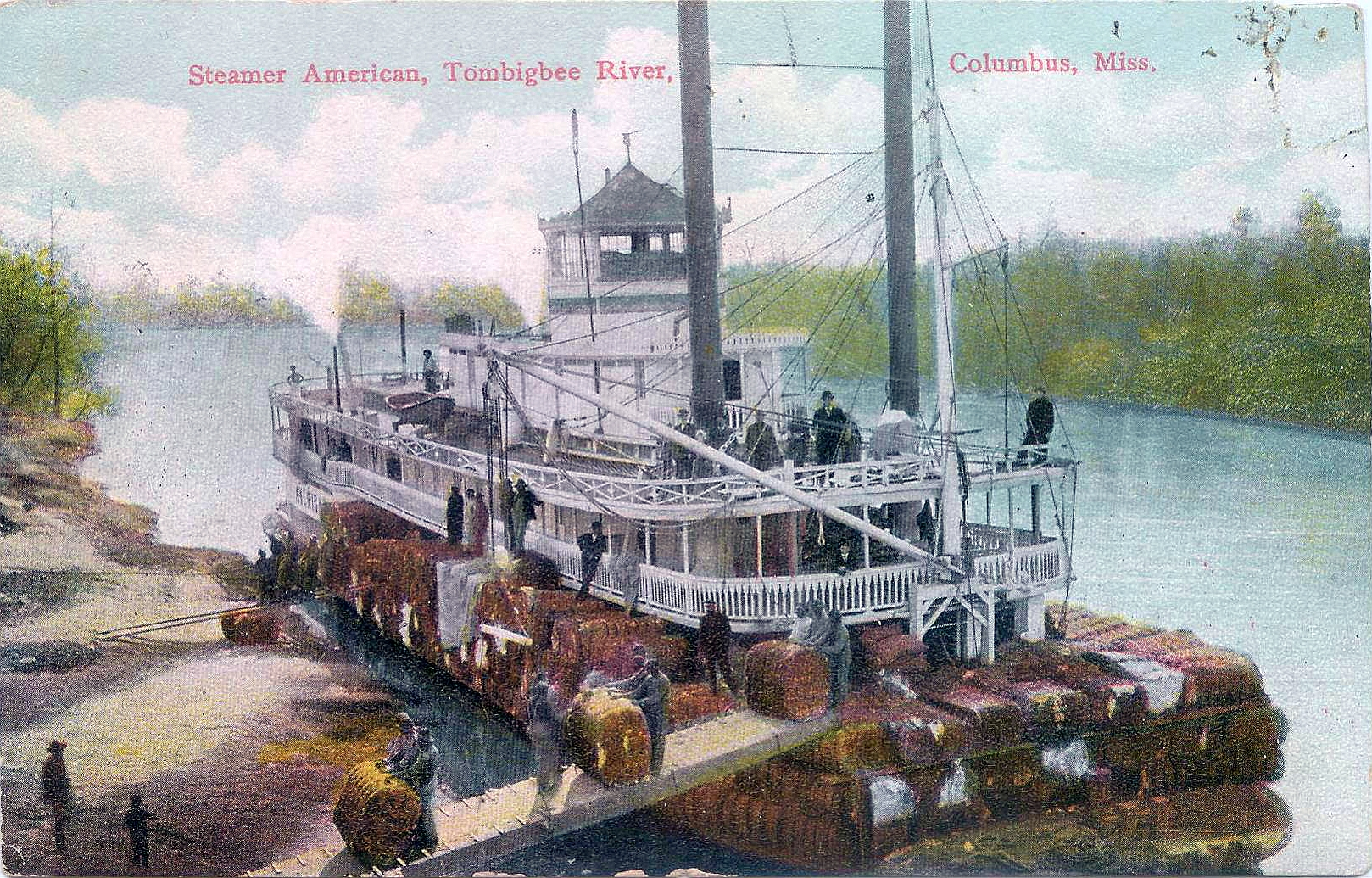
コロンバスのトムビッグビー川に浮かぶ蒸気船「アメリカン号」の絵葉書、1890年-1920年頃

歴史の中でコロンバスの場所について最初に記されたのは、スペインの探検家エルナンド・デ・ソトの年代記の中であり、黄金郷エル・ドラードを探して近くのトムビッグビー川を渡ったとされている。しかし、この場所がアメリカ史の中で継続して現れるようになるのは1810年12月になってからだった。チョクトー族インディアンに対するアメリカの通訳、ジョン・ピッチリンがプリマス崖に入って来て家を建て、農園を造り、チョクトー族の代理人としての役割を始めた。

### 町の設立
コロンバスの町は1821年に設立された。その法人化の前にこの町がある場所は非公式に「フクロネズミの町」と呼ばれており、地元にいたインディアンが付けた名前だった。地元住民の間では、フクロネズミの町が町のニックネームとして残っている。川の対岸に1817年に設立されていたプリマスという町が洪水で破壊された結果として、このコロンバスが設立されることとなった。その破壊された町の上にあるプリマス崖は今日、ミシシッピ女子大学の環境の中心である。洪水を生き残った者はトマス・ムーアとギデオン・リンスカム博士が占有していた場所に移った。サイラス・マクビーが「コロンバス」という名前を提案した。その見返りに土地の小さなクリークがマクビーと名付けられている。
市の設立者達が最初期に取った行動は公立学校を設立することだった。フランクリン・アカデミーは現在もミシシッピ州最初の公立学校として運営を続けている。しかし、ミシシッピ州とアラバマ州にの州境を矯正することとなり、最近フランクリン・アカデミーはアラバマ州の中にあることとなった。実際にミシシッピ州を設立したあとの初期の歴史の中で、コロンバス市自体はアラバマ州コロンバスと呼ばれていた。

### 南北戦争とその後
南北戦争のとき、コロンバスは病院町だった。しかし、コロンバスは武器製造所でもあり、火薬、拳銃、さらに幾らかの大砲も作っていた。このために北軍はコロンバス侵攻を命じたが、南軍のネイサン・ベッドフォード・フォレスト将軍のために止められた。このことがジョン・マクブライドの著書『ウェストポイントの戦い: エリス橋での南軍の勝利』に書かれている。シャイローの戦いで負傷した兵士の多くがここに連れて来られ、数千の遺体が町のフレンドシップ墓地に埋葬された。病院の1つは1863年に建設された受胎告知カトリック教会であり、現在も使われている。1866年4月25日、一群の女性が墓地の北軍兵も南軍兵も墓を花で飾ると決定し、それがメモリアルデイとなるものの初期の例となった。詩人のフランシス・マイルス・フィンチがその日にたまたま町に居り、その詩『青と灰色』でその行動を記念することとなった。
南軍のネイサン・ベッドフォード・フォレスト将軍が、北軍をコロンバスに近づけないようにした結果として、コロンバスにある戦前の家屋は燃やされたり破壊されたりすることを免れた。その家屋の集積は州内でもナチェズに次いで2番目に広大なものとなっている。このこともジョン・マクブライドの著書『ウェストポイントの戦い: エリス橋での南軍の勝利』に書かれている。これら戦前の家屋は毎年開催される巡礼のときに巡ることができ、地元住民が全国から来る観光客のためにそれら家屋を開放している。
戦中、コロンバスの弁護士ジェイコブ・H・シャープが南軍の准将を務めた。戦後、シャープはコロンバスの地方紙「インディペンデント」を所有し、地区を代表してミシシッピ州下院議員を4年間務めた。

### 20世紀
コロンバスには第二次世界大戦以来、コロンバス空軍基地がある。この基地は飛行訓練学校として設立された。1950年代と1960年代に戦略航空軍団の基地として使われた後（コロンバスはソビエト連邦の標的リストに入っていた）、当初の役割に戻った。国内に4か所ある空軍の飛行訓練基地の1つであり、通常の飛行条件を経験できるものとしては唯一のものである。これにも拘わらず、全米基地再編閉鎖のための審問では繰り返し俎上に挙げられた。
20世紀半ばのコロンバスでは、世界最大の便座メーカー、サンダーソン・プラミング・プロダクツや、マットレス、家具、繊維の工場があるなど、多くの工場があった。これらの大半は2000年までに閉鎖されてきた。その後、ゴールデン・トライアングル地域空港周辺に、鉄鋼のセヴェルスターリ、ヘリコプターのアメリカン・ユーロコプター、パッカーのトラック・エンジン工場、航空機設計のオーロラ・フライト・サイエンシーズの施設などができて、地元経済を再活性化させている。
コロンバスは著名劇作家テネシー・ウィリアムズの出生地である。ウィリアムズは『熱いトタン屋根の猫』や『欲望という名の電車』を書いた。その生誕地は近くのセントポールズ・エピスコパル教会の元牧師館であり、現在はコロンバスの観光案内所になっている（メインストリート300）。野球のアナウンサーであるレッド・バーバー、ボクシングで初めて3度世界チャンピオンになったヘンリー・アームストロング、ロックシンガーのアンドリュー・ウッド、グラミー賞を受章したブルーグラス・ミュージシャンのアリソン・クラウスの両親、アメリカン・アイドルに出場したジャスミン・マレー、ブルーグラス・ミュージシャンのルディ・ジェーン・スミスがコロンバスの出身である。1957年から1979年までルイジアナ大学モンロー校バスケットボールのコーチで、賞を受賞したレニー・ファントはアラバマ州ハミルトンで生まれ、コロンバスのリー高校を卒業した。

### 現代史
コロンバスは近年少なくとも3回全国ニュースになった。1990年6月12日、花火工場が爆発したときは、30マイル (48 km) 離れた場所でもその振動が感じられた。この爆発で労働者2人が死亡した。2000年6月26日、CBSテレビの番組『48 Hours』で、1997年後半から1999年初期の18か月間に起こった高齢者ばかり5人の殺人事件の調査報告を行った。2001年2月16日、風速74マイル/時 (33 m/s) の風が吹き、多くの家屋や樹木を破壊したが、死者は出なかった。翌日ジョージ・W・ブッシュ大統領が連邦指定被害地域を宣言した。2002年11月、竜巻がコロンバスを襲い、ミシシッピ女子大学など、さらに大きな被害を与えた。
2010年、歴史保存全国信託から偉大なアメリカのメインストリート賞を受賞した。

## 地理
アメリカ合衆国国勢調査局に拠れば、市域全面積は22.3平方マイル (57.8 km2)であり、このうち陸地21.4平方マイル (55.5 km2)、水域は0.9平方マイル (2.3 km2)で水域率は4.04%である。ラウンズ郡北部のバッタハッチー川がラウンズ郡とモンロー郡の境界をなしている。コロンバス市とラウンズ郡の中央にはラクサパリア・クリークが流れ、またトムビッグビー川のステニス閘門とダムがコロンバス湖を造っている。コロンバスはラウンズ郡の北部にあって比較的平らである。郡の南部や東部では土地が短期間に隆起して丘陵と崖になり、そのうねりのある丘陵部が、この郡では支配的な平地氾濫原に急速に変わっている。ラウンズ郡はブラック・プレーリー地理的地域、およびミシシッピ州北東丘陵地域に入っている。ここにはプレーリー、森林、氾濫原森林がある。土壌の質は郡の東部で痩せており、その他では比較的肥えている。コロンバスと周辺地域は、樹木の日の耐寒性区分 "8a" （10°F (-12.2 ℃)-15°F (-9.4 ℃)）に入っている。2010年の気温は11°F (-12 ℃) にもなったが、耐寒性区分は "7b"（5°F (-15 ℃)-10°F (-12.2 ℃)）に区分された。

### 気候
| コロンバスの気候       | コロンバスの気候 | コロンバスの気候 | コロンバスの気候 | コロンバスの気候 | コロンバスの気候 | コロンバスの気候 | コロンバスの気候 | コロンバスの気候 | コロンバスの気候 | コロンバスの気候 | コロンバスの気候 | コロンバスの気候 | コロンバスの気候 |
| 月                     | 1月              | 2月              | 3月              | 4月              | 5月              | 6月              | 7月              | 8月              | 9月              | 10月             | 11月             | 12月             | 年               |
| ---------------------- | ---------------- | ---------------- | ---------------- | ---------------- | ---------------- | ---------------- | ---------------- | ---------------- | ---------------- | ---------------- | ---------------- | ---------------- | ---------------- |
| 最高気温記録 °F （°C） | 81 (27)          | 88 (31)          | 89 (32)          | 93 (34)          | 101 (38)         | 105 (41)         | 111 (44)         | 108 (42)         | 109 (43)         | 96 (36)          | 88 (31)          | 82 (28)          | 111 (44)         |
| 平均最高気温 °F （°C） | 54 (12)          | 60 (16)          | 68 (20)          | 77 (25)          | 84 (29)          | 90 (32)          | 93 (34)          | 93 (34)          | 87 (31)          | 77 (25)          | 67 (19)          | 57 (14)          | 75.6 (24.3)      |
| 平均最低気温 °F （°C） | 33 (1)           | 37 (3)           | 43 (6)           | 50 (10)          | 59 (15)          | 67 (19)          | 71 (22)          | 70 (21)          | 63 (17)          | 51 (11)          | 42 (6)           | 35 (2)           | 51.8 (11.1)      |
| 最低気温記録 °F （°C） | −1 (−18)         | 7 (−14)          | 17 (−8)          | 30 (−1)          | 41 (5)           | 48 (9)           | 59 (15)          | 52 (11)          | 42 (6)           | 29 (−2)          | 22 (−6)          | −4 (−20)         | −4 (−20)         |
| 雨量 inch （mm）       | 5.70 (144.8)     | 4.85 (123.2)     | 6.07 (154.2)     | 5.62 (142.7)     | 4.88 (124)       | 4.03 (102.4)     | 4.35 (110.5)     | 3.33 (84.6)      | 3.48 (88.4)      | 3.35 (85.1)      | 4.66 (118.4)     | 5.13 (130.3)     | 55.45 (1,408.4)  |
| [ 要出典 ]             |                  |                  |                  |                  |                  |                  |                  |                  |                  |                  |                  |                  |                  |

## 人口動態

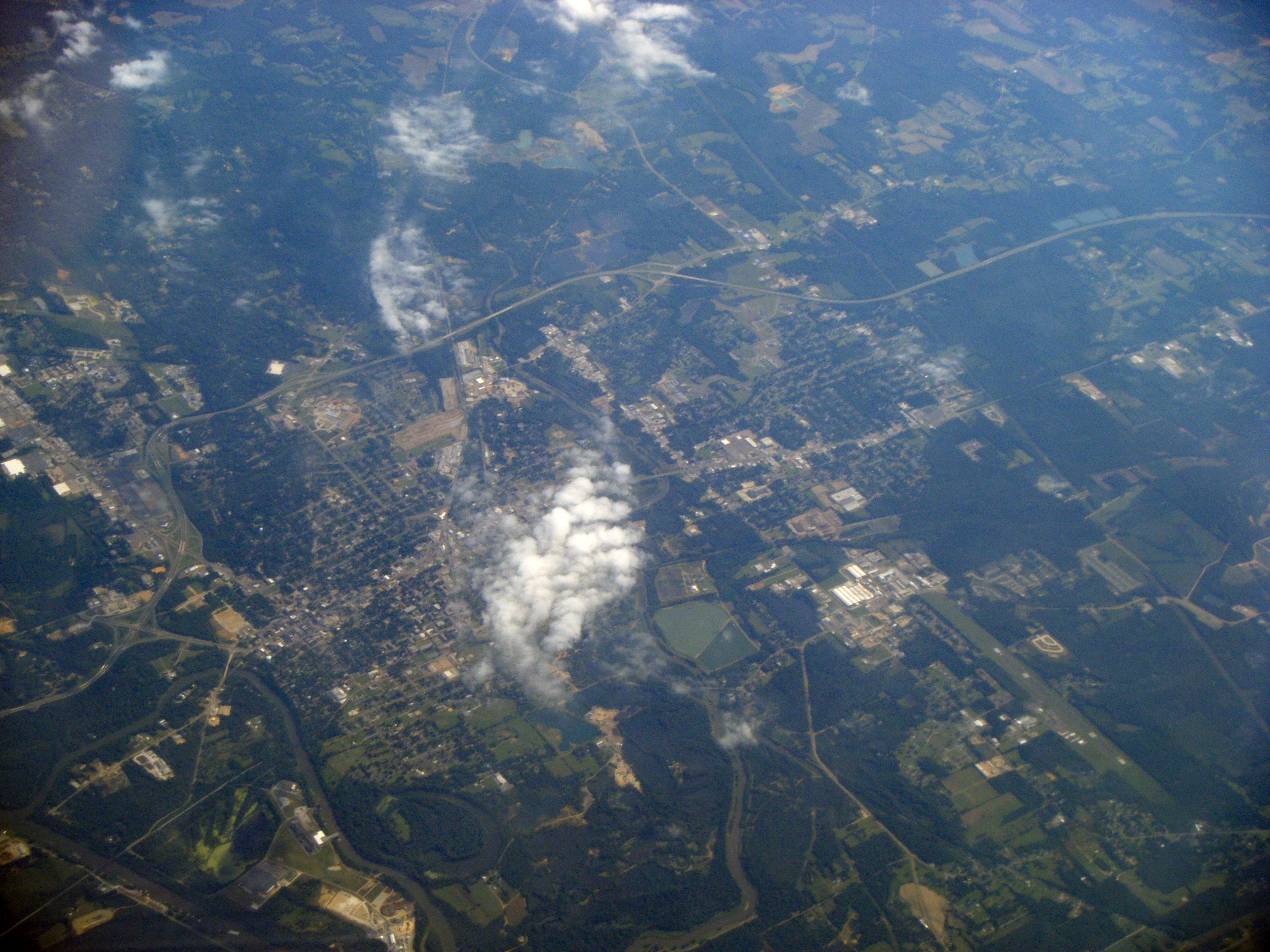
上空から

コロンバス市の人口はは20世紀の初めから着実に成長を続けてきた。しかし、21世紀に入って停滞している。
以下は2010年国勢調査による人口統計データである。
基礎データ
- 人口: 23,640 人

人種別人口構成
- 白人: 37.4%
- アフリカン・アメリカン: 60.0%
- ネイティブ・アメリカン: 0.2%
- アジア人: 0.7%
- 太平洋諸島系: 0.0%
- その他の人種: 0.6%
- 混血: 1.1%
- ヒスパニック・ラテン系: 1.4%

以下は2000年国勢調査による人口統計データである。
| 基礎データ - 人口: 25,944 人 - 世帯数: 10,062 世帯 - 家族数: 6,419 家族 - 人口密度: 467.6人/km2（1,211.5 人/mi2） - 住居数: 11,112 軒 - 住居密度: 200.3軒/km2（518.9 軒/mi2） 人種別人口構成 - 白人: 43.62% - アフリカン・アメリカン: 54.41% - ネイティブ・アメリカン: 0.10% - アジア人: 0.56% - 太平洋諸島系: 0.01% - その他の人種: 0.51% - 混血: 0.79% - ヒスパニック・ラテン系: 1.13% 年齢別人口構成 - 18歳未満: 26.0% - 18-24歳: 12.0% - 25-44歳: 26.6% - 45-64歳: 19.8% - 65歳以上: 15.5% - 年齢の中央値: 34歳 - 性比（女性100人あたり男性の人口） - 総人口: 82.6 - 18歳以上: 75.3 | 世帯と家族（対世帯数） - 18歳未満の子供がいる: 29.8% - 結婚・同居している夫婦: 38.0% - 未婚・離婚・死別女性が世帯主: 21.7% - 非家族世帯: 36.2% - 単身世帯: 31.3% - 65歳以上の老人1人暮らし: 12.2% - 平均構成人数 - 世帯: 2.42人 - 家族: 3.07人 収入と家計 - 収入の中央値 - 世帯: 27,393米ドル - 家族: 37,068米ドル - 性別 - 男性: 30,773米ドル - 女性: 20,182米ドル - 人口1人あたり収入: 16,848米ドル |

## 経済
主要雇用主:
- コロンバス空軍基地
- バプテスト記念病院 - ゴールデン・トライアングル
- ミシシッピ女子大学
- コロンバス市教育学区
- ラウンズ郡教育学区
- ウェイアハウザー・コロンバス・セルロース・ファイバーとコロンバス・モディファイド・ファイバー
- スティール・ダイナミクス Inc.（鉄鋼）
- パッカー（ディーゼルエンジン）
- アメリカン・エアロコプター（軍用機）
- バルダー（電動モーター）
- オムノバ・ソリューションズ（ビニル壁紙）
- アクゾノーベル/ エカ化学（塩素酸ナトリウム）
- オーロラ・フライト・サイエンシーズ（無人防衛システム）
- スターク・エアロスペース（無人防衛システム）
- コロンバス / ナンモ-タリー （防衛システム）
- メッツォ・ペーパー（製紙機ロールとロールカバー）

## 教育
コロンバス市内には州立大学であるミシシッピ女子大学がある。そのキャンパスには学術的に才能ある高校生のための州立学校であるミシシッピ数学科学学校もある。
市内の公立学校はコロンバス市教育学区が管轄しており、その中のコロンバス高校は町の東部にある。生徒数1,370人と市内最大の高校であり、州内でも第5位である。1992年、元のスティーブン・D・リー高校とコールドウェル高校の合併によって形成された。キャンパスは1997年に造成された。市内には1821年設立と、ミシシッピ州では最古の公立小学校であるフランクリン・アカデミー小学校もある。リー高校は1970年に人種統合され、人種間の最高の関係によって州から表彰された。黒人と白人の生徒によって人種関係委員会が形成された。生徒達は白人と黒人双方のホームカミング・コートを持つことに決め、人種で線が引かれないようにした。しかし、黒人の生徒は白人のホームカミング・コートなどに投票を認められた。1970年ではフットボールで負けることがなく、それが生徒間の団結を進めた。生徒たちは成績評価試験の結果で3つのグループに分けられ、それぞれが自分達のペースで学習できるようにした。この方法は人種統合以前から行われた。統合後も暫くは続けられたが後に連邦裁判所によって違法とされた。
ラウンズ郡教育学区もカレドニア、ニューホープ、ウェストラウンズの3高校を運営している。その手前では同様な名前の小学校と中学校で学んでいる。
コロンバスには以下の私立学校がある。
- コロンバス・クリスチャン・アカデミー、元イマヌエル・クリスチャン学校（幼稚園から3年生、12年生まで）
- ヘリテージ・アカデミー（キリスト教、幼稚園から12年生）
- 受胎告知カトリック学校（キリスト教、幼稚園から8年生）
- ビクトリー・クリスチャン・アカデミー（キリスト教、幼稚園から12年生）
- パーマー・ホーム・フォー・チルドレン（孤児院）

## メディア
コロンバス市の新聞は日刊紙（日曜日を除く）の「コマーシャル・ディスパッチ」と週刊紙（水曜日発行）の「コロンバス・パケット」があり、またインターネットのみの「リアル・メディア」（元「リアル・ストーリー」）がある。テレビ局のWCBI-TVがCBSの系列であり、市内の歴史ある中心街に局がある。デジタルのサブチャンネルでCWテレビジョンネットワークとマイネットワークTVの番組も流している。テレビはコロンバス・テューペロ・ウェストポイント・テレビ市場に属している。国内第133位の大きさである。
雑誌としては「ニューパワー・マガジン」と「コロンバス・ファイアー・アンド・レスキュー・マガジン」が発行されている。
ラジオ局は全てFMで7つの局がある。

## 交通
コロンバス市内をアメリカ国道82号線、同45号線が通っている。州道では12号線、50号sン、69号線、182号線が通っている。コロンバス・アンド・グリーンビル鉄道の東の終端である。BNSF鉄道（セントルイス・サンフランシスコ鉄道の通行権を利用）、ノーフォーク・サザン鉄道、アラバマ・サザン鉄道（ガルフ・モービル・アンド・オハイオ鉄道の通行権を利用）も運行されている。最寄り空港はゴールデン・トライアングル地域空港である。この空港からアトランタまで1日3便が運航されている。コロンバス市はトムビッグビー川の東岸にあり、テネシー・トムビッグビー川水路を利用できる。ジョン・C・ステニス閘門とダムがコロンバス湖を造っており、中心街からは約2マイル (3 km) 北にある。ラクサパリア・クリークが市内を通り、元々のコロンバス市街とイーストコロンバスを分けている。地元でラックスと呼ばれる川が中心街の南約3マイル (5 km) でトムビッグビー川に合流している。

## 著名な出身者
- ヘンリー・アームストロング、プロボクサー、世界チャンピオンに3度なった[21]
- ジェイコブ・マクガヴォック・ディキンソン、アメリカ合衆国陸軍長官（1909年 - 1911年）[22]
- スティーブン・D・リー、軍人、農園主、政治家、著作家、南軍の将軍[23]
- テネシー・ウィリアムズ、劇作家[24]
- アンドリュー・ウッド、ミュージシャン[25]